# بلدية حوض الديسة
بلدية حوض الديسة إحدى بلديات محافظة العقبة، تضم منطقة الديسة 